# Eve Gordon
Eve Bennett-Gordon (Pittsburgh, 25 de junho de 1960), mais conhecida como Eve Gordon, é uma atriz estadunidense. Seus papéis na televisão incluem o de Marilyn Monroe na minissérie vencedora do Emmy A Woman Named Jackie.